# جونجی واتانابه
جونجی واتانابه (انگلیسی: Junji Watanabe؛ زادهٔ ۱۲ آوریل ۱۹۴۴) ورزشکار بوکس اهل ژاپن بود.